# 家睦
家睦（希伯来语: שְׁלוֹם בַּיִת, shalom bayit）是犹太教中的一个关于家庭和睦以及夫妻之间良好关系的宗教概念。在犹太法庭上，“shalom bayit”则是一个用于指代是离婚过程婚姻和解中的希伯来语单词。

## 词源
该词源自“sh'lom beto”（希伯来语: שְׁלוֹם בֵּיתוֹ, 直译. 其家之睦），最早出现在《塔木德》中，通常用于指家庭和睦。该词如今则主要用于指婚姻和睦。这可能源于对《密西拿妥拉》的解读，其中安息日或光明节期间在家点燃蜡烛被认为是为了给家庭带来神圣的和平。